# DN25
De DN25 (Drum Național 25 of Nationale weg 25) is een weg in Roemenië. Hij loopt van Tecuci naar Șendreni bij Galați. De weg is 68 kilometer lang.